# Boleophthalmus
Boleophthalmus is een geslacht van straalvinnige vissen uit de familie van grondels (Gobiidae).

## Soorten
- Boleophthalmus birdsongi Murdy, 1989
- Boleophthalmus boddarti (Pallas, 1770)
- Boleophthalmus caeruleomaculatus McCulloch & Waite, 1918
- Boleophthalmus dussumieri Valenciennes, 1837
- Boleophthalmus pectinirostris (Linnaeus, 1758)